# دوري كرة القدم الإنجليزي
دوري كرة القدم الإنجليزي هو دوري كرة القدم في إنجلترا بمسماه القديم، استمر في الفترة بين عام 1888 وعام 2004، وأكبر منافسة لكرة القدم في إنجلترا حتى أُنشيء الدوري الإنجليزي الممتاز في عام 1992، وعندما أصبح الدوري الإنجليزي الممتاز أكبر منافسة لدوري كرة القدم في إنـجلترا أصبح دوري الدرجة الأولى الإنجليزي ثاني أكبر منافسة لكرة القدم في إتجلترا، منذ 2004 تم إعادة تصنيفه ليعرف باسم دوري البطولة الإنجليزية.

## التاريخ
تأسست دوري كرة القدم في عام 1888 من قبل مدير أستون فيلا وليام ماكجريجور، كان الدوري يتألف في الأصل من قسم واحد من 12 ناديا (أكرينجتون واستون فيلا وبلاكبيرن روفرز وبولتون واندرارز، بيرنلي، ديربي كاونتي، إيفرتون، نوتس كاونتي، بريستون نورث إند، ستوك (الآن ستوك سيتي)، وست بروميتش البيون وولفرهامبتون واندررز)، ويعرف باسم دوري كرة القدم، ثم قرر أعضاء الرابطة إضافة بعض الأندية لتحالف كرة القدم في عام 1892، وتم تقسيمه إلى قسمين.

## التطور
على مدى السنوات ال 100 من عمر الدوري، وكان دوري الدرجة الأولى دوري المحترفين الأكبر لكرة القدم الإنجليزية، ثم في عام 1992 قرر 22 نادي تشكل دوري الدرجة الأولى مستقل باقامة الدوري الإنجليزي الممتاز، وبالتالي إعادة تنظيم كرة القدم الإنجليزية بأنشاء دوري الدرجة الثانية والثالثة والرابعة، والتي أعيد تسميتها الآن لدوري الدرجة الأول والثانية والثالثة على التوالي. تم تغيير اسم دوري الدرجة الأولى بداية موسم 2004-2005، كجزء من إعادة تصنيف على مستويات الدوري.

## عدد الفرق
دوري الدرجة الأولى كان يتألف في البداية من 12 ناديا مؤسس، ثم خضع لسلسلة من التوسعات كما أصبحت كرة القدم أكثر شعبية، وتم زيادة عدد الفرق، وكانت هناك أيضا سلسلة من تقليص الفرق في أواخر الثمانينات الميلادية، على النحو التالي:
| عدد الفرق | من   | إلى  |
| --------- | ---- | ---- |
| 12        | 1888 | 1891 |
| 14        | 1891 | 1892 |
| 16        | 1892 | 1898 |
| 18        | 1898 | 1905 |
| 20        | 1905 | 1915 |
| 22        | 1919 | 1987 |
| 21        | 1987 | 1988 |
| 20        | 1988 | 1991 |
| 22        | 1991 | 1992 |
| 24        | 1992 | 2004 |